# Nocaima
Nocaima es un municipio colombiano del departamento de Cundinamarca, ubicado en la provincia del Gualivá, a 67 km al noroccidente de Bogotá. Su casco urbano se encuentra a 4 km de la Autopista Bogotá - Medellín. 

## Toponimia

### Origen lingüístico[3]
- Familia lingüística: Caribe
- Lengua: Panche

### Significado
Nocaima es 'tierra de clima cálido', según la denominación de los pueblos indígenas de ese territorio.El nombre del municipio de Nocaima, en Cundinamarca, proviene de la palabra indígena aima, que significa "tierra de alguien". Los conquistadores españoles adoptaron este nombre, junto con otros municipios del departamento, como Anapoima, Anolaima, Sasaima y Nocaima.

### Origen / Motivación
Su nombre deriva del cacique Nocayma, quien gobernaba la región a la llegada de los españoles.

## Geografía
- Latitud:  5° 4′ 9.46″ N
- Longitud: 74° 22′ 40.81″ O
- Altitud: 1200 m s. n. m.
- Distancia de referencia: Nocaima se encuentra a 66 km al noroccidente de Bogotá.

### Clima
El municipio presenta una temperatura media de 24 °C. en la mayor parte del territorio, con una precipitación media anual aprox. de 1760 mm.

### Límites
El municipio de Nocaima, limita de la siguiente manera:
| Noroeste: Nimaima                     | Norte: Nimaima | Nordeste: Vergara |
| Oeste: Límite entre Nimaima y Villeta |                | Este: Vergara     |
| Suroeste: Villeta                     | Sur: Sasaima   | Sureste: La Vega  |

## División Político-Administrativa
Además de su cabecera municipal, Nocaima tiene bajo su jurisdicción los centros poblados Tobia Chica, El Pesebre y Las Mercedes. 
Además, el municipio está compuesto con las siguientes veredas: Las Mercedes, Baquero, Naranjal, Cañutal, San Agustín, Centro, San Cayetano, Cocunche, Santa Bárbara, Fical, San Pablo, Jagual, San José, La Florida, San Juanito, La Concepción, Lomalarga, Vilauta, El Cajón yVolcán.

## Historia

### Fundación
En la época precolombina, el territorio del actual municipio de Nocaima estuvo poblado por los indios Panches. 
El nuevo pueblo de indios fue fundado por el oidor Alonso Vásquez de Cisneros, formado por los indios de Nocaima, Chapaima, Ubaima, Calamoima, Pinzaima y Nimima, el 3 de junio de 1605.
En 1732 Nocaima era curato independiente. En febrero de 1777 se erigió en parroquia de blancos, a la cual hizo opción el cura José Torres Patiño, que era párroco de San Juan de La Vega.
A mediados del siglo XVIII, comenzaron a ser explotadas las minas de cobre y se establecieron talleres de fundición en la vereda de Cocunche, donde se hicieron las campanas para la iglesia de Nuestra Señora del Rosario de Nocaima, además de las de Sesquilé y otras. Durante la guerra de Independencia se fabricaron en Nocaima cañones para los ejércitos independentistas, dos de los cuales se conservan en la Quinta de Bolívar y el Museo Nacional de Colombia. 
El 4 de marzo de 1890, Andrés Avelino Bohórquez Acuña denunció una mina de cobre llamada Cocunche y ahora San Rafael, que había sido abandonada por Nicodemus Benavides.En 1893 Patricio Wills denunció otra mina de cobre en el partido de la "Hacienda" de Cándido Flórez, que fue descubierta en 1802 por Juan Francisco Valenzuela y José Manuel García que fue abandonada en 1806 por inundación. En 1825 la explotó el ingeniero Stephenson con su socio Grossé. Las minas abarcan una gran extensión y están ubicadas en las veredas Cocunche, La Florida, El Fical, San José, Boquero y las Mercedes.
En Nocaima se libró durante la Guerra de los Mil Días, el sábado 5 de noviembre de 1899, un combate entre las fuerzas liberales del general Zenón Figueredo y los conservadores al mando del general Atanasio Martínez, en el cual cayó prisionero el futuro presidente Enrique Olaya Herrera, y moriría Figueredo.
La construcción de la actual iglesia de Nuestra Señora del Rosario fue iniciada el 3 de septiembre de 1934 por el Párroco Juan Antonio Garzón de la Torre. En la actualidad, la parroquia de Nocaima hace parte de la diócesis de Facatativá.

## Educación
El municipio de Nocaima cuenta con dos instituciones educativas. Una la Institución Educativa Colegio Departamental Integrado que oferta desde el primero hasta el sexto grado de secundaria, otorgando título al graduado de Bachiller Académico. Y la Institución Educativa Departamental Escuela Normal Superior Nocaima, especializada en la formación de docentes que cuenta con ciclos adicionales al grado sexto de secundaria, conocidos como ciclos.

## Economía
La principal actividad económica que se desarrolla en el municipio es el cultivo de la caña de azúcar y la elaboración de la panela, la cual tiene un proceso artesanal en múltiples enramadas situadas a lo largo del municipio y cuya comercialización se realiza básicamente los fines de semana en el municipio; la mayor parte de su producción es desplazada a la capital.
También hay cultivos alternos aunque en menor cantidad, destacándose básicamente los frutales, el plátano, el café y algunas legumbres y hortalizas que son en su mayoría para auto-consumo. La avicultura, la piscicultura, capricultura y la cría de ganado porcino y vacuno vienen en continuo aumento, mejorando las oportunidades nutricionales para la población. El comercio y las pequeñas industrias también enmarcan un ítem importante en el municipio.

### Turismo

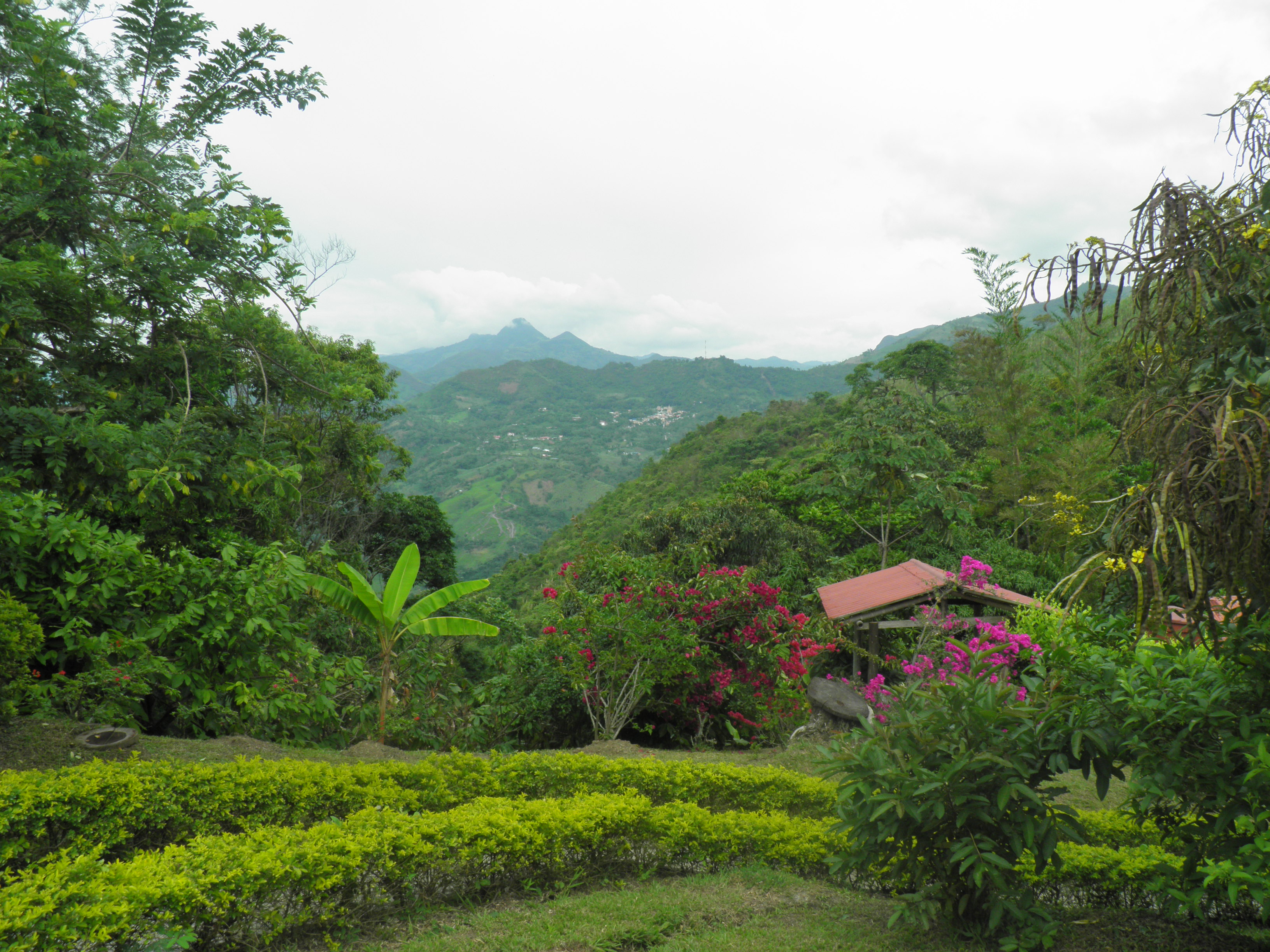
Vista de la zona rural de Nocaima.

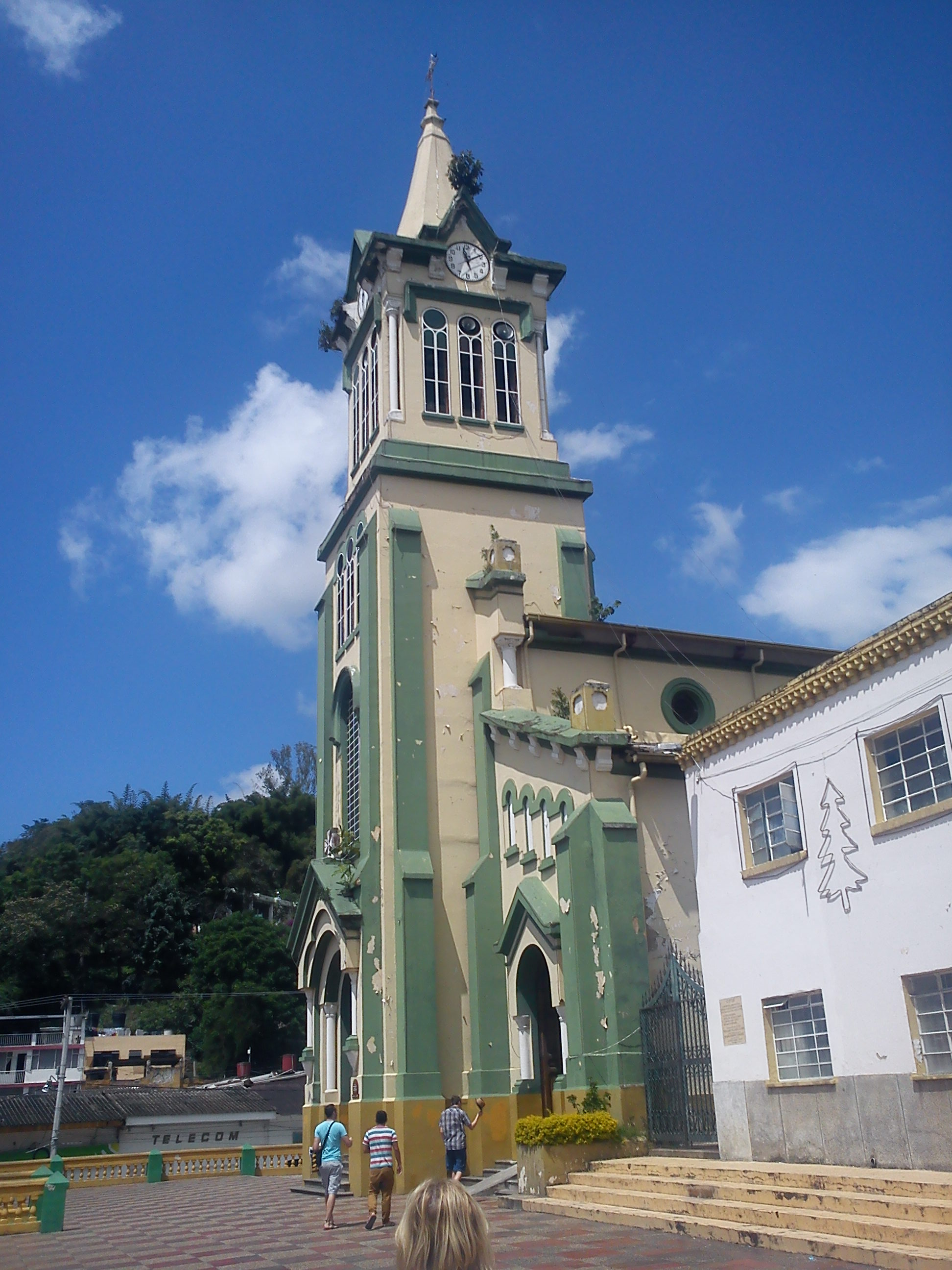
Iglesia de Nuestra Señora del Rosario de Nocaima.

- Parque de Aventura Esmeralda Xtreme
- Pioneross Nocaima
- Balneario Rayito De Sol[8]
- Balneario de San Cayetano
- Piscina kiosco Rancho Pacho
- Alto de Puerta Grande
- Camino Real a Villeta (Potosí)[9]
- Casa de La Cultura
- Cerro Caiquero
- Hotel Quinta Real
- Laguna El Vergel[10]
- Quebrada El Acuaparal
- Quebrada El Caliche
- Salto del Diablo (cascada 50 m)
- Barandillas (cascada 75 m)
- Laderas de San Felipe
- Criadero equino la trinidad
- Finca productora de panela el Capote
- Ruta Dulce Campesina
- Finca Panelera Buenos Aires
- Finca El Bambú
- Casa Encanto Colombia (www.casaencantocolombia.com)
- Villa Celeny
- Finca Bella Vista - Mirador de la Montaña

## Festividades
- Festival Vallenato Panche de Acordeones
- [11] Reinado departamental de la panela
- Reinado municipal de la panela
- Día del campesino
- Festival de la caña panelera
- Festival departamental de teatro estudiantil

## Himno
| Autor: Hugo Edilberto Ramos Letra: |  | Coro Nocaima tierra grata que exhalas la dulzura de cañas en flor, en ti está la esbeltez femenina donde vibran la paz y el amor… BIS. I Don Alonso Vásquez de Cisneros en Payanda te fundó un día, con la espada de Diego de Herrera pueblo Panche de gran valentía… BIS. |  | II El cristal de tu río danzarino que en ondeantes espumas florece, en abrazo te nutre bravío y a la entraña de cobre estremece… BIS. III Puerta Grande tu cerro imponente centinela de sueños e historia, ve el que hacer de tus hijos maestros que a Colombia le dan honra y gloria. BIS. |  | IV En tus verdes plantios se levanta la esperanza que crece escondida, con las notas que el buen campesino de los surcos le ofrenda a la vida… BIS. |  |  |

## Servicios públicos
- Energía Eléctrica: Enel, es la empresa prestadora del servicio de energía eléctrica.
- Gas Natural: Alcanos de Colombia es la empresa distribuidora y comercializadora de gas natural en el municipio.